# RoboCop (série télévisée)
Pour les articles homonymes, voir Robocop (homonymie).
RoboCop - La Série (RoboCop: The Series) est une série télévisée de science-fiction canadienne en 1 épisode spécial de 90 minutes et 21 épisodes de 45 minutes, créée par Stephen Downing d'après le film homonyme et les personnages créés par Edward Neumeier et Michael Miner et diffusée entre le 18 mars et le 26 novembre 1994 sur le réseau CTV et en syndication aux États-Unis.
Au Québec, la série a été diffusée à partir du 11 septembre 1994 sur le réseau TQS, et en France du 20 octobre 1994 au 12 mars 1995 sur M6.

## Synopsis
Un agent de police ayant été tué pendant le service revient sous les traits cybernétiques d'un policier de métal. La série est une adaptation des trois films issus de l'idée originale de Paul Verhoeven.

## Production
Désireux de rattraper l'échec commercial du troisième film, Orion Pictures, propriétaire du personnage, a cédé pour 500 000 dollars les droits au studio canadien Skyvision Entertainment afin d'adapter le héros pour le petit écran. Une tâche qui nécessita quelques modifications par rapport à l’œuvre originale (moins de violence notamment). La série se veut familiale, ainsi toutes les tranches d'âges et origines ethniques sont représentées. On découvre donc de nouveaux personnages comme Diana Powers qui deviendra un hologramme contrôlant tout Delta City et amie occasionnelle de RoboCop ; Gadget, une ado orpheline allant de foyer en foyer avant d'être adoptée par le sergent Stanley Parks ou encore Lisa Madigan (personnage alternatif de Anne Lewis dans le film qui partage la même accoutumance pour les chewing-gums).
L'épisode pilote a été adapté d'un scénario qui n'avait pas été retenu pour RoboCop 2. Son titre: Corporate Wars écrit par les auteurs du premier film, Edward Neumeier et Michael Miner. Ce pilote était sorti une première fois en VHS sous le titre Robocop : L'Ultime vengeance.
La série est aussi l'occasion de fouiller l'univers de RoboCop et d'explorer davantage les émotions du héros. RoboCop croisera donc de nouveaux personnages et la série nous présentera le personnage de Russell Murphy, le père de feu Alex Murphy, ancien flic lui-même dont RoboCop affrontera deux de ses anciens ennemis. Ou encore Jimmy Murphy, le fils d'Alex Murphy, qui est présenté d'abord comme un enfant des rues puis comme un futur jeune prodige (théorie reprise dans la télésuite RoboCop 2001 où il est dit que Jimmy Murphy est devenu un des dirigeants de l'OCP).
Les scénaristes introduisent aussi une romance virtuelle entre Robocop et le personnage de Diana, ancienne secrétaire du vice-président, qui deviendra malgré elle, après sa mort le «visage» de "Metronet", le super- ordinateur de l'OCP.
Beaucoup de noms des personnages ont été changés par rapport aux films, pour des questions de droits.

## Distribution
- Richard Eden (VF : Michel Vigné) : Alex Murphy / RoboCop
- Yvette Nipar (en) (VF : Céline Monsarrat) : Detective Lisa Madigan
- Blu Mankuma (VF : Henry Djanik) : Sergent Stanley Parks
- Andrea Roth : Diana Powers/NeuroBrain
- David Gardner (VF : Claude d'Yd) : Le président de l'OCP
- Sarah Campbell (VF : Barbara Tissier) : Gadget
- Cliff De Young : Dr Cray Z. Mallardo
- Dan Duran (en) : Bo Harlan
- Erica Ehm : Rocky Crenshaw
- Jennifer Griffin : Nancy Murphy
- James Kidnie (VF : Philippe Dumat) : William Ray « Pudface » Morgan
- John Rubinstein (VF : Claude Giraud) : Chip Chayken
- Ed Sahely (en) (VF : Francis Lax) : Charlie Lippencott

 Source et légende : version française (VF) sur RS Doublage

## Épisodes
1. Justice mécanique (The Future of Law Enforcement) 90 minutes
2. Le suspect (Prime Suspect)
3. Trouble dans la ville (Trouble in Delta City)
4. Officier porté disparu (Officer Missing)
5. L'argent ne fait pas le bonheur (What Money Can't Buy)
6. Les fantômes (Ghosts of War)
7. Zone cinq (Zone Five)
8. L'amendement 22 (Provision 22)
9. Les visages d'Ève (Faces of Eve)
10. Justice est faite (When Justice Fails)
11. Le facteur humain (The Human Factor)
12. Le crime en direct (Inside Crime)
13. Le super héros (RoboCop vs Commander Cash)
14. Illusions (Illusions)
15. L'homme de fer (The Tin Man)
16. Sœurs de sang (Sisters in Crime)
17. Le briseur de cœur (Heartbreakers)
18. La fête des mères (Mother's Day)
19. Les nanomachines (Nano)
20. La bande masquée (Corporate Raiders)
21. Minuit moins une (Midnight Minus One)
22. L'ennemi public (Public Enemies)

## DVD
1. Robocop La Série (Robocop The Series) - Volume 1 - Épisodes 1 et 2 + Le coffret pour ranger les 8 DVD (Sortie en kiosque le 15 septembre 2004)
2. Robocop La Série (Robocop The Series) - Volume 2 - Épisodes 3 à 5 (Sortie en kiosque le 13 octobre 2004)
3. Robocop La Série (Robocop The Series) - Volume 3 et 4 - Épisodes 6 à 11 (Sortie en kiosque le 19 novembre 2004)
4. Robocop La Série (Robocop The Series) - Volume 5 et 6 - Épisodes 12 à 17 (Sortie en kiosque le 15 décembre 2004)
5. Robocop La Série (Robocop The Series) - Volume 7 et 8 - Épisodes 18 à 22 (Sortie en kiosque le 12 janvier 2005)
6. Robocop La Série (Robocop The Series) - Coffret Intégrale des 22 épisodes en 8 DVD (Sortie le 12 septembre 2005)